# Ortona dei Marsi
Ortona dei Marsi település Olaszországban, Abruzzo régióban, L’Aquila megyében. Lakosainak száma 408 fő (2023. január 1.). Ortona dei Marsi Bisegna, Castelvecchio Subequo, Gioia dei Marsi, Pescina, Villalago, Anversa degli Abruzzi és Cocullo községekkel határos.

## Népesség
A település lakossága az elmúlt években az alábbi módon változott:
| Lakosok száma | 515  | 496  | 408  |
|               | 2017 | 2018 | 2023 |